# Central Hidroelétrica de Koukoutamba
A Central Hidroeléctrica de Koukoutamba é uma usina hidroelétrica que está planeada para produzir 294 megawatts, do outro lado do rio Bafing, um afluente do rio Senegal, na Guiné. A central elétrica está a ser desenvolvida pela Organização pour la mise en valeur du fleuve Sénégal (OMVS), (Em português: Autoridade de Desenvolvimento da Bacia do Rio Senegal). A OMVS venderá a eletricidade para as quatro empresas de energia elétrica associadas à organização. A Sinohydro, uma empresa de engenharia e construção hidrelétrica, de propriedade do estado chinês, recebeu o contrato de engenharia, aquisição e construção (EPC). O projeto de US$ 812 milhões é financiado pelo Exim Bank of China.

## Localização
A central elétrica ficaria localizada na comunidade de Koukoutamba, na província de Tougué, na região de Labé, na Guiné. Koukoutamba está localizada a aproximadamente 60 quilômetros por estrada, a sudeste de Tougué, a capital da prefeitura. Isto é cerca de 152 quilõmetros por estrada, a leste da cidade de Labé, a capital regional. Koukoutamba está aproximadamente 456 quilômetros, por estrada, a nordeste da cidade de Conacri, capital do país.

## Visão geral
A proposta da Barragem de Koukoutamba atenderá a múltiplos propósitos. Além de gerar 294 megawatts em energia limpa e renovável, criará um reservatório com capacidade de armazenamento de 36.000.000.000 cubic metres (1,271328001974×1012 cu ft) de água. A água armazenada ajudará a criar benefícios nas áreas de água potável, agricultura, pecuária, pesca e transporte aquático.
A energia gerada será partilhada equitativamente entre as quatro empresas de serviços públicos de electricidade dos estados-membros da OMVS, a entidade que está a desenvolver e é proprietária da barragem e da central eléctrica.

## Propriedade
A tabela abaixo ilustra as empresas de serviços públicos de eletricidade membros da Organisation pour la mise en valeur du fleuve Sénégal (OMVS), a Autoridade de Desenvolvimento da Bacia Hidrográfica do Senegal, que detém e está a desenvolver a Central Hidroeléctrica de Koukoutamba.
| Classificação | Utilitário                                                 | Domicílio  | Partilhar em Koukoutamba HPP | Notas       |
| ------------- | ---------------------------------------------------------- | ---------- | ---------------------------- | ----------- |
| 1             | Corporação Nacional de Eletricidade do Senegal ( Senelec ) | Senegal    | 73,5 MW                      | [ 1 ] [ 5 ] |
| 2             | Electricidade da Guiné ( EDG )                             | Guiné      | 73,5 MW                      | [ 1 ] [ 5 ] |
| 3             | Corporação Mauritana de Eletricidade ( Somelec )           | Mauritânia | 73,5 MW                      | [ 1 ] [ 5 ] |
| 4             | Energia do Mali ( EDM )                                    | Mali       | 73,5 MW                      | [ 1 ] [ 5 ] |

## Custos de construção e financiamento
O contrato de engenharia, aquisição e construção (EPC) para este projeto foi concedido à Sinohydro, empresa estatal chinesa de engenharia e construção de energia hidrelétrica. O orçamento da construção foi relatado como sendo de US$ 812 milhões.
Os fundos para a construção serão emprestados pelo Exim Bank of China. Uma vez iniciada, a construção deverá levar quatro anos.